# Hala sportowa w Kielcach
Hala sportowa w Kielcach – hala sportowa mieszcząca się w Kielcach przy ul. Krakowskiej 72.
Budowę hali dla potrzeb drużyny szczypiornistów Korony Kielce i uczniów szkół przyzakładowych „Iskry” rozpoczęto w 1972. Obiekt został przekazany do użytku 25 października 1985 w obecności Włodzimierza Pasternaka, Witolda Zaraski i Zbigniewa Tłuczyńskiego. Obok boiska do piłki ręcznej i trybun o pojemności 1400 miejsc, w budynku znalazły się też m.in.: hotel z 45 miejscami oraz kawiarnia. 26 października 1985 w hali rozegrano pierwszy mecz – szczypiorniści Korony Kielce pokonali 25:23 Hutnika Kraków, a pierwszą bramkę zdobył w 21. sekundzie spotkania zawodnik Korony Jacek Szulc. Inauguracyjny mecz oglądało blisko 1,5 tys. kibiców. 29 października 1985 odbyło się w hali pierwsze spotkanie międzypaństwowe – reprezentacja Polski, której najlepszym strzelcem był Marek Kordowiecki (9 bramek), pokonała 27:24 reprezentację ZSRR.
Zespół Korony, przekształcony później w Iskrę i Vive Kielce, rozgrywał w hali swoje mecze domowe do 2006, kiedy przeniósł się do nowo powstałej Hali Legionów. Oprócz spotkań ligowych, kielecka drużyna rozgrywała w hali mecze w europejskich pucharach, w tym w Lidze Mistrzów i Pucharze EHF (część z nich oglądało ok. 2 tys. kibiców).
W hali swoje mecze domowe rozgrywał też zlikwidowany w 2013 klub piłki ręcznej kobiet KSS Kielce. Od 2013 użytkownikiem hali jest żeński klub Korona Handball.
Pojemność hali to 900 miejsc. Oprócz boiska do gry w piłkę ręczną, znajdują się w niej: mniejsza sala (14×10 m), gabinet odnowy biologicznej, siłownia oraz sauna.